# Чречан (Неделишће)
Чречан је насељено место у саставу општине Неделишће у Међимурској жупанији, Хрватска. До територијалне реорганизације у Хрватској налазио се у саставу старе општине Чаковец.

## Становништво
На попису становништва 2011. године, Чречан је имао 434 становника.

## Попис1991.
На попису становништва 1991. године, насељено место Чречан је имало 425 становника, следећег националног састава:
| Попис 1991.‍ | Попис 1991.‍ | Попис 1991.‍ | Попис 1991.‍ | Попис 1991.‍ |
| ----------- | ----------- | ----------- | ----------- | ----------- |
|             |             |             |             |             |
| Хрвати      | Хрвати      |             | 414         | 97,41%      |
| Словенци    | Словенци    |             | 5           | 1,17%       |
| Југословени | Југословени |             | 1           | 0,23%       |
| непознато   | непознато   |             | 5           | 1,17%       |
| укупно: 425 |             |             |             |             |